# Exaerete frontalis
Exaerete frontalis là một loài Hymenoptera trong họ Apidae. Loài này được Guérin-Méneville mô tả khoa học năm 1845.

## Hình ảnh

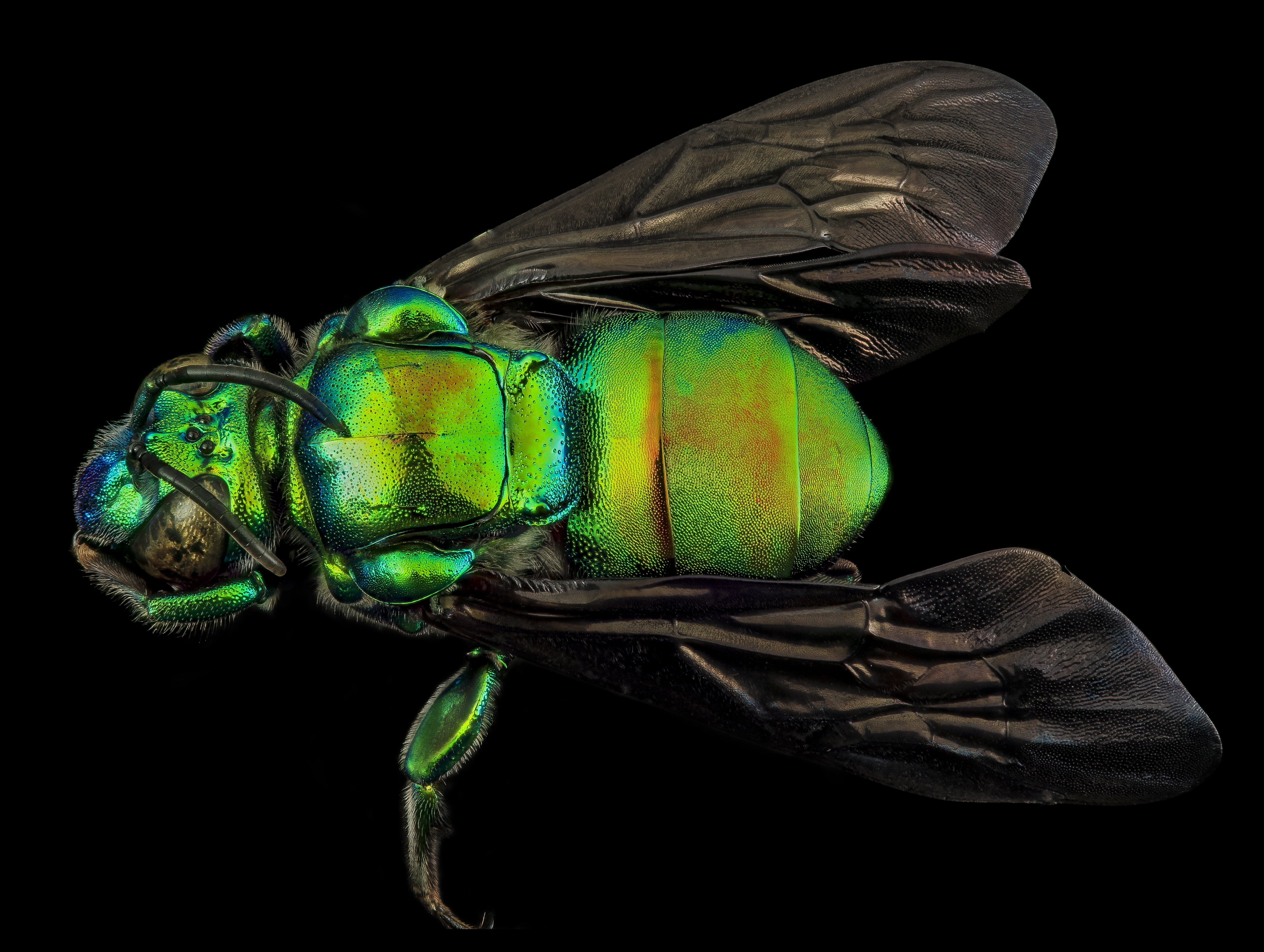
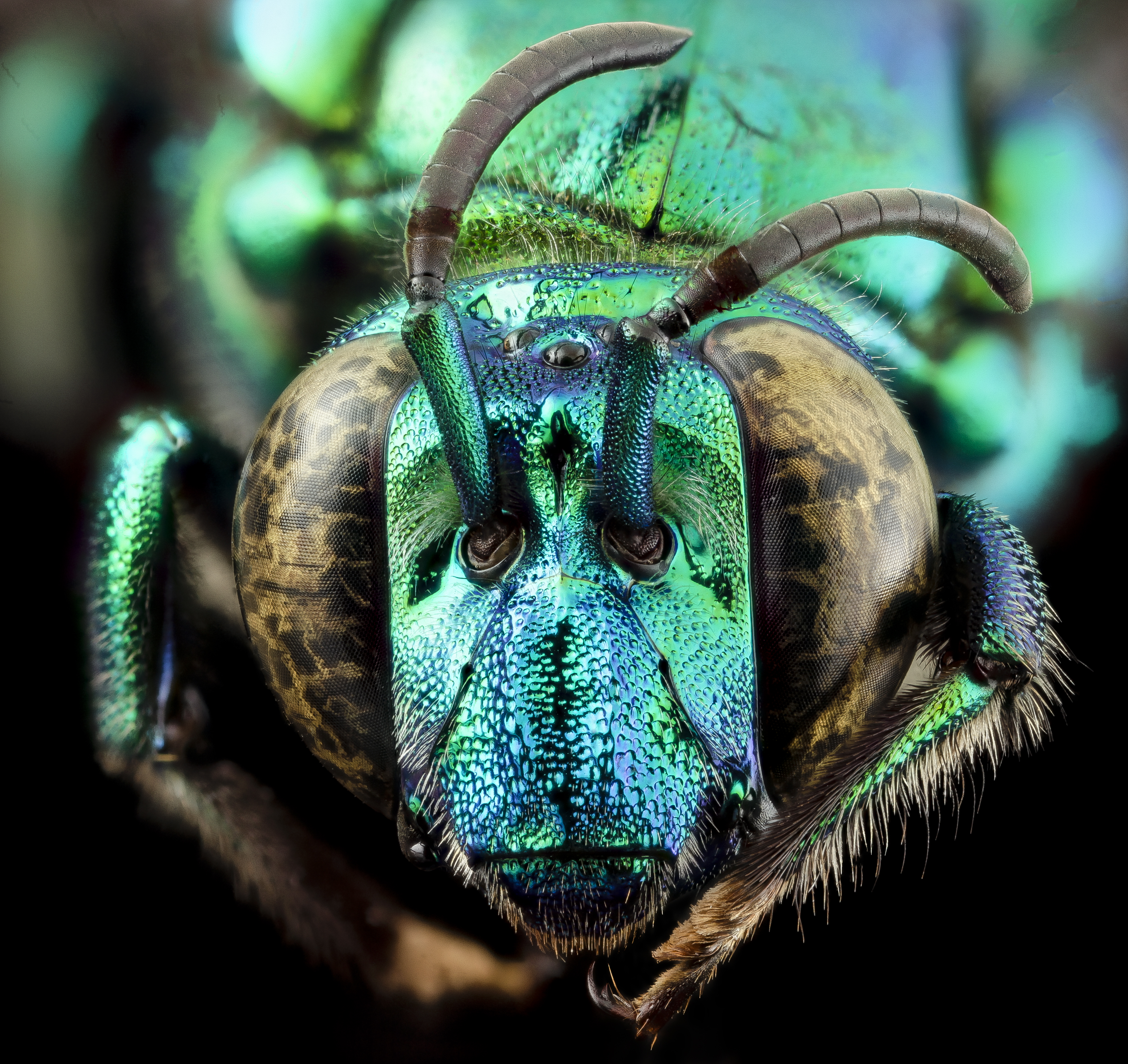
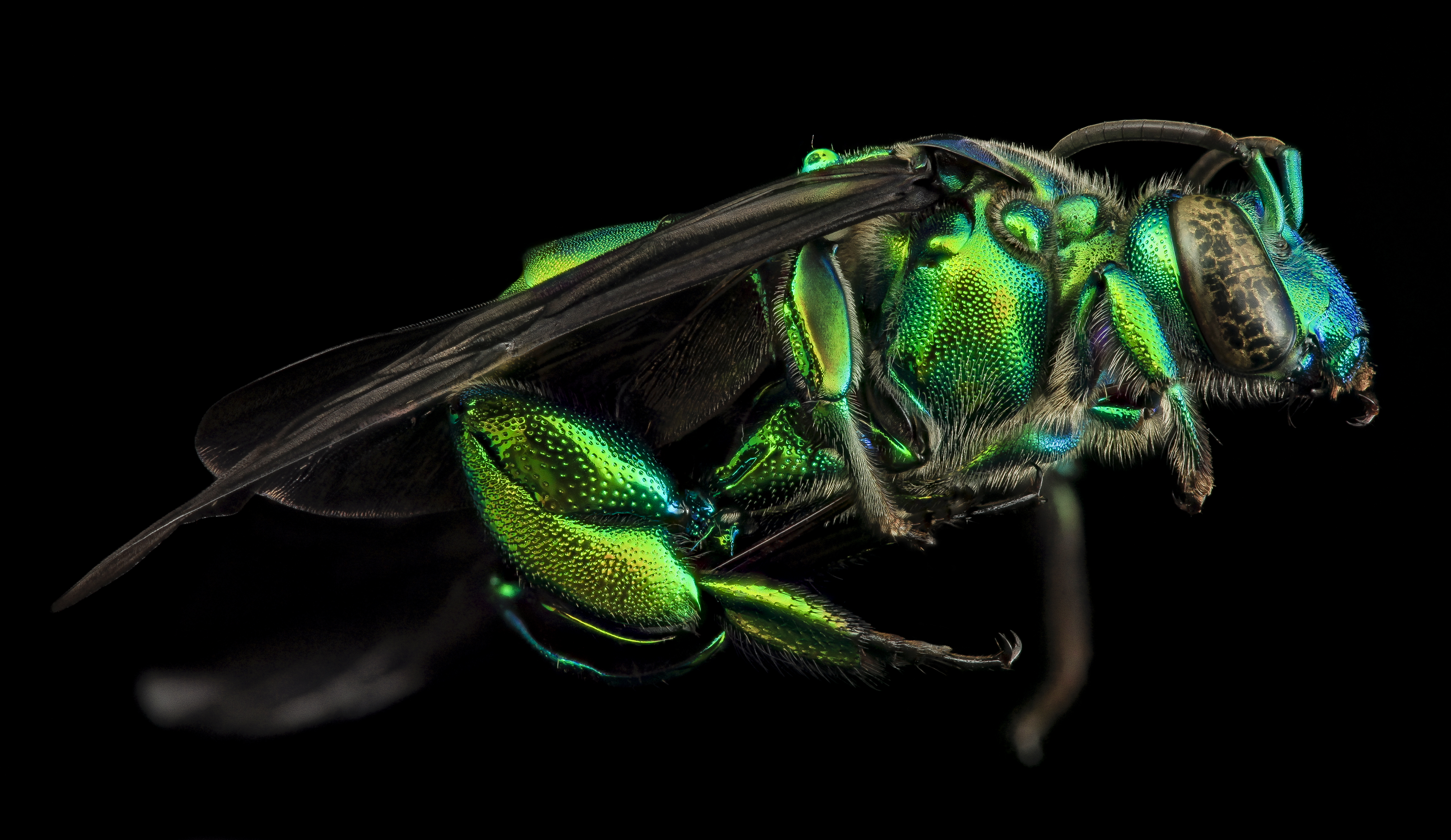